# 卡因迪湖
卡因迪湖，是一個位於哈薩克前首都阿拉木圖東南偏東129（80英里）地區的湖泊，長400（1,300英尺），深30（98英尺），海拔2,000（6,600英尺）。卡因迪在哈薩克語中意思為樺樹。
該湖是在1911年凱賓地震後，因一個巨大的石灰岩山體滑坡而形成。